# (22083) 2000 AN165
(22083) 2000 AN165 est un objet de la ceinture principale d'astéroïdes extérieure découvert en 2000.

## Description
(22083) 2000 AN165 a été découvert le 8 janvier 2000 à l'observatoire Magdalena Ridge, situé dans le comté de Socorro, au Nouveau-Mexique (États-Unis), par le projet Lincoln Near-Earth Asteroid Research (LINEAR).

### Caractéristiques orbitales
L'orbite de cet astéroïde est caractérisée par un demi-grand axe de 3,23 UA, un périhélie de 3,11 UA, une excentricité de 0,04 et une inclinaison de 21,14° par rapport à l'écliptique. Du fait de ces caractéristiques, à savoir un demi-grand axe entre 3,2 et 4,6 UA, il est classé, selon la JPL Small-Body Database, comme objet de la ceinture principale d'astéroïdes extérieure.

### Caractéristiques physiques
(22083) 2000 AN165 a une magnitude absolue (H) de 12,8 et un albédo estimé à 0,173.